# Dāvids Švērs
Dāvids Švērs (* 17. Dezemberjul. / 30. Dezember 1911greg. in Riga; † 12. Februar 1942 bei Borodna, Staraja Russa) war ein lettischer Fußballspieler.

## Karriere und Leben
Dāvids Švērs wurde im Jahr 1911 in die Familie von Solomon Švērs und seiner Frau Frum in Riga geboren. Er arbeitete als Sportlehrer an einer jüdischen Schule in Riga.
In seiner Fußballkarriere spielte er für Makkabi Riga und Hakoah Riga in seiner Geburtsstadt. Zunächst spielte er von 1930 bis 1932 für Makkabi. Nachdem Hakoah in die erste Liga aufgestiegen war, spielte er ab der Virslīga 1933 für diesen Verein. In der ersten Saison kam es zu einem Entscheidungsspiel um den Klassenerhalt das Hakoah mit 2:1 gegen den FK Amatieris gewann. In den Spielzeiten 1934 und 1935 verblieb er bei Hakoah. Danach wechselte er zurück zu Makkabi in die zweite Liga.
Er nahm als Soldat am Zweiten Weltkrieg in den Reihen der Roten Armee in der 201. lettischen Schützendivision teil. Er fiel bei Borodna in der Nähe von Staraya Russa im Alter von 30 Jahren.